# Queer of Color Critique
Queer of Color Critique, auch Queer of Color Theory oder Black Queer Studies genannt, bezeichnet einen Teilbereich der Genderforschung beziehungsweise der Queer Studies. Das Augenmerk liegt auf den Gemeinsamkeiten zwischen von Mehrfachdiskriminierung betroffenen schwarzen homosexuellen Frauen und Männern.

## Definition
Definition nach Roderick A. Ferguson: „An interrogat[ion] of social formations as the intersections of race, gender, sexuality, and class, with particular interest in how those formations correspond with and diverge from nationalist ideals and practices. Queer of color analysis is a heterogeneous enterprise made up of women of color feminism, materialist analysis, poststructuralist theory, and queer critique.“

## Bedeutung
Diese Bezeichnung dient dem Zweck, der Gefahr der Gleichsetzung der Diskriminierung Schwarzer und homosexueller Frauen und Männer entgegenzuwirken, die von den Betroffenen selbst als völlig unterschiedlich, aber in der Öffentlichkeit oft als ähnlich wahrgenommen wird. Sie wollen damit ihren eigenen Belangen mehr Gewicht verleihen, auf ihre fehlende Anerkennung als doppelt Diskriminierte hinweisen und die Trennung zwischen und Aufteilung in verschiedene Randgruppen innerhalb einer heteronormativen Gesellschaft überwinden. Die Bezeichnung und die öffentliche Debatte darum gilt ebenfalls der Hervorhebung sozialer und gesundheitlicher Probleme innerhalb der Queer of Color Community, wie beispielsweise dem erhöhten Risiko schwarzer Homosexueller, an AIDS zu erkranken, oder ihrer Schwierigkeit, gut bezahlte Erwerbsarbeit zu finden. Damit ist Queer of Color Critique auch eine Form der Sozialkritik.

## Geschichte
Die Ursprünge der Queer of Color Critique liegen in den Teildisziplinen der Queer-Theorie und der Rassismusforschung. Außerdem sind in der politischen Queer-of-Color-Bewegung starke marxistische Anleihen enthalten. Im Zuge der progressiven feministischen und bürgerrechtlichen Bewegungen in den USA der 1960er und 1970er Jahre entstand zunehmend ein Bewusstsein für die doppelte Diskriminierung schwarzer Frauen und deren Außenseiterrolle sowohl in der Black Community als auch in der feministischen Bewegung. Mit zunehmender Wichtigkeit von Bürgerrechtsbewegungen zur Stärkung der Rechte von Schwulen und Lesben stieg ebenso die Wahrnehmung von Phänomenen der Ausgrenzung Farbiger und des offenen und versteckten Rassismus innerhalb der Queer Community. Dieser wurzelte in der Annahme der Mehrheit der Mitglieder der Bewegung, dass Homophobie das Hauptproblem sei, dass es zu bekämpfen gelte. Dass schwarze Homosexuelle Homophobie wiederum ganz anders wahrnehmen, wurde dabei oft ignoriert und die Queer People of Color oft sogar gedrängt, sich für eine dominante Identität, also vorrangig homosexuell oder vorrangig farbig zu sein, zu „entscheiden“, wodurch die Überschneidung der Diskriminierungsfaktoren Rasse, Sexualität, Geschlecht und Klasse marginalisiert wurde. Lesbische schwarze Frauen und schwule schwarze Männer, mitunter auch Latinos oder Asiaten, wurden teilweise sogar offen aus Queer Communitys ausgeschlossen, was schließlich zur Gründung der eigenen Bewegung der „Queer People of Color“ führte. Heute sind sie formal weder aus schwarzen noch aus homosexuellen Bewegungen und Vereinigungen ausgeschlossen, erfahren aber innerhalb der Communitys noch immer verschiedene Formen der Marginalisierung und Diskriminierung.

## Wichtige Vertreter
Bekannte Vertreter der Queer-of-Color-Autorenszene sind zum Beispiel Ragan Fox, Barbara Smith, James Baldwin oder Festus Claudius McKay.
Es wird bei der Analyse von literarischen Texten davon ausgegangen, dass immer das Ganze einer Figur in Betracht genommen werden muss: sowohl Geschlecht, ethnischer und sozialer Status als auch Sexualität, da diese die Wahrnehmung der Figur durch die anderen Figuren der Handlung beeinflussen. Es entsteht ein kompliziertes Konstrukt aus vorgefassten Meinungen und bewussten und unbewussten Vorurteilen. Literarische Texte, die sich mit Queer of Color Critique auseinandersetzen, haben naturgemäß fast immer politische Brisanz und Aussagekraft. Daher sind die literarischen Stilmittel zum Erreichen dieser Aussagekraft hauptsächlich solche der Provokation und Polemik. Noch wesentlich mehr als in anderen Literaturgattungen sind die Autoren der Texte der Queer of Color Critique selbst schwarze Homosexuelle.

## Beispielgedicht „Faggot“ von Ragan Fox
Faggot (Or, For Gay Boys Who Have Considered Rainbows When Suicide Wasn’t Enough) ist ein Gedicht des „Gay Slam Poet“ Ragan Fox. Er bedient sich darin eines Chiasmus zu Ntozake Shanges Choreopoem For Colored Girls Who Have Considered Suicide When the Rainbow is Enuf indem er dessen Titel und die Motive des Gedichtes ins Gegenteil verkehrt und eine sogenannte Überkreuzung vornimmt. Die offensichtliche negative Konnotation des Titels „Faggot“, der auf Deutsch so viel wie „Schwuchtel“ bedeutet, stellt ein Stilmittel der Provokation und Polemik dar. Allerdings wird hierbei durch die Intertextualität, die das gesamte Gedicht durchzieht, eine durchaus umstrittene Parallele zwischen der Diskriminierung Schwarzer in Shanges Gedicht und Schwuler in Fox’ Werk gezogen.